# Norberto Almandoz Mendizabal
Norberto Almandoz Mendizabal (Astigarraga, Guipúzcoa, 5 de junio de 1893 - Sevilla, 7 de diciembre de 1970) fue un sacerdote, compositor, organista y crítico musical español.

## Biografía
Sus primeros estudios de música los realiza en su villa natal, con Domingo San Sebastián, txistulari (ttunttuneroa), sacristán y  organista de la parroquia. Con tan solo diez años fue trasladado como niño cantor a Burgos, donde permaneció hasta que, cuatro años más tarde, tras la muda de la voz, volvió a Astigarraga. Continuó sus estudios de Piano, Órgano, Armonía, Contrapunto y Fuga con Eduardo Mocoroa en Tolosa, y, más tarde, perfeccionó su técnica pianística en San Sebastián con Beltrán Pagola. A los quince años ingresó en el Seminario de Vitoria, trasladándose en 1913 al Seminario Pontífico de Comillas, donde estudió con Nemesio Otaño. 
Tras la finalizar sus estudios eclesiásticos, fue ordenado sacerdote el 21 de septiembre de 1918. Sus dos primeros destinos fueron Salmantón y Maeztu, aunque el 11 de junio de 1919 obtuvo por oposición la plaza de maestro de capilla de la catedral de Orense. No obstante, a los pocos días, solicitó ser admitido a las oposiciones para la organistía en Zaragoza y Sevilla, decantándose finalmente por la plaza hispalense. Finalmente tomó posesión de la plaza de Organista Primero de la Catedral de Sevilla el 16 de julio de 1919, sucediendo a Juan Bautista Elustiza y Ganchegui. En dicho puesto trabajó hasta 1934, en que pasó a ser maestro de capilla sucediendo a Eduardo Torres hasta su jubilación, en 1960. 
Estando ya en Sevilla, obtuvo en 1920 una beca de la Diputación Foral de Guipúzcoa para ampliar estudios en París, con Eugène Cools y Gabriel Pierné. En París afianzó su amistad con su paisano, también alumno de Cools, el Padre Donostia, entre los cuales se ha conservado una amplia correspondencia conservada en el Archivo ERESBIL.
Desde 1927 dio clases de música en la Sociedad Económica de Amigos del País, antecedente de lo que sería el Conservatorio. Una vez fundado éste en 1934, entró como catedrático de contrapunto y fuga. Fue también director del Conservatorio de Sevilla desde 1939 a 1964. Colaboró con Manuel de Falla en la creación de la Orquesta Bética de Cámara.
Fue crítico de música en el diario ABC de Sevilla desde 1935 a 1970. Desde sus diversas funciones de profesor, crítico y sacerdote, fue uno de los principales animadores de la cultura musical de Sevilla.
Siempre ejerció de vasco, y pasaba todas sus vacaciones en su pueblo natal. Tras su fallecimiento su archivo particular (cartas, escritos, documentación) y todas sus obras se enviaron a ERESBIL, El Archivo de Músicos Vascos de Errentería.
Desde 1994, en Astigarraga, su pueblo natal, hay una escuela de música con su nombre, que cada año es más grande, y ya se consolida como una de las más importantes de Guipúzcoa.

## Obras
Como compositor hizo más de trescientas obras, de gran calidad. Además de obras religiosas para el culto de la Catedral (salmos, himnos, motetes) también compuso canciones en castellano, vasco, gallego e italiano, armonizaciones de canciones populares, música para piano, violín o violonchelo.
- Salve Regina, para coro y orquesta.
- Christus Vincit, para coro y orquesta, escrito por encargo del Cardenal Bueno Monreal.
- Lamentaciones de Semana Santa, para coro masculino.
- Retreta alegórica (1929), para banda, escrita para la Feria de Sevilla.
- Pequeña elegía, para violoncello y piano.